# Maty Noyes
Maty Noyes, nome artístico de Madeline Ashley Noyes (Corinth, Mississippi EUA, 25 de agosto de 1997) é uma cantora estadunidense de pop. Ela se tornou popular depois de ser uma das vocalistas do álbum chamado “Stay” de Kygo.
Maty cresceu em Corinth, Mississippi e tem uma irmã chamada Abby e um irmão chamado Grant. Desde criança, ela aprendeu a tocar piano, mas percebeu que não gostava muito. Com 12 anos pediu uma guitarra para a sua mãe e começou a compor músicas.  Com 16 anos, Maty convenceu os seus pais a se mudarem para Nashville para buscar uma carreira musical. Ela cantou em bares e outros lugares para fazer contatos na indústria da música. Após alguns anos em Nashville, mudou-se para Los Angeles para ter mais oportunidades.
Em 2015, foi a vocalista da canção “Stay” do DJ norueguês Kygo. Maty era fã do Kygo e gostou do jeito que Kygo compunha suas músicas eletrônicas, então ela escreveu a canção e a mandou para ele. Kygo gostou da canção e decidiu compor o ritmo da música. Duas semanas mais tarde a música foi lançada e ficou no topo das paradas musicais na Inglaterra, Austrália, Itália, Nova Zelândia, e Polônia. Desde então, Maty lançou dois álbuns chamados “Noyes Complaint” e “Love Songs from a Lolita” e vários singles. O single mais recente é chamado “Love Don’t Cost a Thang”
1. ↑  «About» (em inglês). 11 de março de 2015